# 아이리스 브라우저
아이리스 브라우저(Iris Browser)는 토치 모바일이 윈도우 모바일 스마트폰 및 PDA를 위해 개발한 웹 브라우저다. 아이리스 브라우저의 첫 버전은 2008년 출시되었다. 이 브라우저는 Acid3 테스트에서 100점을 받은 3개의 모바일 웹 브라우저중 하나다. 아이리스는 QT 용으로도 사용 가능하다.
RIM은 2009년 8월 24일 토치 모바일을 인수했다. 토치 모바일은 더 이상 윈도우 모바일용 브라우저 개발이 진행되지 않을 것이라고 발표했다. 2010년 8월 12일, 림은 블랙베리 OS에 웹킷 기반 브라우저를 사용하는 첫 기기를 내놓았고. 이 기기는 "블랙베리 토치"라 이름지어졌다.

## 기능
- 웹킷 렌더링 엔진[7]
- 피쉬 익스트림 자바스크립트 엔진[8]
- 터치 스크린 컨트롤
- 향상된 HTML 및 CSS 지원
- 다중 창 및 탭
- 향상된 보안 기능
- 팝업 차단기
- SSL 및 인증된 프록시 지원
- 넷스케이프 플러그인 API
- 자바스크립트/ECMAScript 1.5
- SVG, XPath 및 XSLT 지원
- 북마크 및 쿠키의 저장소를 효율적으로 사용

## 현재 개발 상태
사용자 인터페이스는 2009년 7월 6일 출시된 1.1.9 버전까지 계속 향상되었지만, RIM은 2009년 8월 24일 토치 모바일을 인수했다. 토치 모바일은 더 이상 윈도우 모바일용 브라우저 개발이 진행되지 않을 것이라고 발표했다.

## 성능
독립적 테스팅에 의하면, 아이리스 브라우저 1.1.9는 오페라 모바일보다 페이지를 느리게 로딩한다. 하지만 토치 모바일의 테스트에 의하면, 아이리스 1.1.2의 속도는 넷프론트 3.5와 오페라 모바일 9.5를 훨씬 앞섰다.